# Carlton (Geórgia)
Carlton é uma cidade localizada no estado americano de Geórgia, no Condado de Madison.

## Demografia
Segundo o censo americano de 2000, a sua população era de 233 habitantes.
Em 2006, foi estimada uma população de 246, um aumento de 13 (5.6%).

## Geografia
De acordo com o United States Census Bureau tem uma área de
2,6 km², dos quais 2,6 km² cobertos por terra e 0,0 km² cobertos por água. Carlton localiza-se a aproximadamente 212 m acima do nível do mar.

## Localidades na vizinhança
O diagrama seguinte representa as localidades num raio de 20 km ao redor de Carlton.